# Robinson 2018
Robinson 2018 även kallad Robinson Fiji är den 17:e säsongen av svenska Expedition Robinson. Säsongen spelades in på en av öarna i Yasawagruppen på Fijiöarna. Säsongen började sändas den 18 mars 2018 på TV4 och är även den åttonde säsongen producerad av TV4. Anders Öfvergård är ny programledare.
Denna säsong innehöll ingen förhandsindelning av lagen, utan lagkonstellationerna bestämdes av de två deltagare som först klarade den inledande, individuella tävlingen; vinnaren valde en deltagare till sitt lag först, sedan valde 2:an en av de övriga ovalda till sitt lag och så vidare tills bara tre stycken var kvar och skickades till Utposten.

## Deltagare
Nedan listas de 16 ursprungliga deltagarna samt de 3 jokrarna i Robinson 2018. Richard är hittills den äldsta deltagaren i svenska Robinsons historia med sina 70 år.
| Namn                    | Ålder | Stad         | Yrke                 | Personlig sak   | Lag          | Utslagning    | Utslagning        | Utslagning              | Utslagning        |
| Namn                    | Ålder | Stad         | Yrke                 | Personlig sak   | Lag          | Slutplacering | Robinson          | Gränslandet             | Slutgiltig        |
| ----------------------- | ----- | ------------ | -------------------- | --------------- | ------------ | ------------- | ----------------- | ----------------------- | ----------------- |
| Henric Månsson          | 45    | Kristianstad | Samtalsterapeut      | Cyklop          | Nord         | 19            | Utröstad #1       |                         | Utröstad          |
| Niclas "Nick" Söderblom | 52    | Saltsjö-Boo  | Föreläsare/coach     | Engångsrakhyvel | Syd          | 18            | Utröstad #2       |                         | Utröstad          |
| Jim Bengtsson           | 61    | Sjömarken    | Säljare              | Frisyrgelé      | Syd          | 17            | Utröstad #3       |                         | Utröstad          |
| Carolin Helt            | 45    | Jönköping    | Personlig tränare    | Epilator        | Syd          | 16            | Utröstad #4       |                         | Utröstad          |
| Alexandra Kolam         | 39    | Stockholm    | Personlig assistent  | Slackline       | Utmanare/Syd | 15            | Utröstad #5       |                         | Utröstad          |
| Robert Follin           | 46    | Karlshamn    | Stuntman             | Fiskenät        | Nord         | 14            | Avhopp, skada     |                         | Avhopp, skada     |
| Richard "Rick" la Roche | 70    | Stockholm    | Pensionerad diplomat | Halsduk         | Utmanare/Syd | 13            | Förlorade tävling | Avhopp, skada           | Avhopp, skada     |
| Lina Ohlsson            | 25    | Malmö        | Idrottslärare        | Kudde           | Nord         | 12            | Förlorade tävling | Utröstad                | Utröstad          |
| Lillemor Näzell         | 39    | Stockholm    | Drönarkonsult        | Bok             | Nord         | 11            | Utröstad #7       | Förlorade tävling       | Förlorade tävling |
| Jan Bonnevie            | 49    | Gävle        | Mediakonsult         | Kortlek         | Utmanare/Syd | 10            | Förlorade tävling | Utröstad                | Utröstad          |
| Nicoline Artursson      | 24    | Stockholm    | VD                   | Dagbok          | Syd          | 9             | Utröstad #8       | Förlorade tävling       | Förlorade tävling |
| Johan Andersson         | 28    | Stockholm    | Makeup-artist        | Tandborste      | Nord         | 8             | Utröstad #9       |                         | Utröstad          |
| Marie Rydne             | 44    | Göteborg     | VD                   | Pincett         | Nord         | 7             | Förlorade tävling |                         | Förlorade tävling |
| Victoria Heaps          | 44    | Stockholm    | Personlig assistent  | Simglasögon     | Syd          | 6             | Förlorade tävling |                         | Förlorade tävling |
| Ida Lindström           | 22    | Skellefteå   | Undersköterska       | Hampagarn       | Nord         | 5             | Förlorade tävling |                         | Förlorade tävling |
| Pascal Mazza Ramsby     | 25    | Malmö        | Personlig tränare    | Klätterrep      | Syd          | 4             | Utröstad #6       | Återvände till Robinson | Förlorade tävling |
| Désirée Steno           | 20    | Stockholm    | Student              | Fiskenät        | Syd          | 3             | Förlorade tävling |                         | Förlorade tävling |
| Henrik Norgren          | 37    | Strömstad    | Polis                | Fiskenät        | Nord         | 2             | Förlorade tävling |                         | Förlorade tävling |
| Daniel "DK" Westlund    | 29    | Äppelbo      | Säsongsarbetare      | Cyklop          | Syd          | 1             | Vann              |                         | Vann              |

1. ↑  Blev ursprungligen utröstad före Nicoline i samma öråd, fick möta Nicoline i duell, vann, och återvände direkt till Robinson

## Tävlingsresultat
Tabellerna nedan redovisar vilket lag/vilken deltagare som vann Robinsontävlingarna, samt vem som röstades ut. 

### Före sammanslagningen
| Vecka | Robinson-tävling | Utröstade/ Hemskickade |
| ----- | ---------------- | ---------------------- |
| 1     | Lag Syd          | Henric Månsson         |
| 2     | Lag Nord         | Nick Söderblom         |
| 3     | Lag Nord         | Jim Bengtsson          |
| 4     | Lag Nord         | Carolin Helt           |
| 5     | Lag Nord         | Alexandra Kolam        |
| 6     | Lag Nord         | Pascal Mazza Ramsby    |

### Efter sammanslagningen
Sammanslagningen av de båda lagen började med en balanstävling. Jan Bonnevier, Rick La Roche och Lina Ohlsson åkte ut och var tvungna att lämna tävlingen för det s.k. Gränslandet.  Här tävlades de som röstats/slagits ut, från och med vecka 6, emot varandra om den sista platsen i finalveckan. Pascal Mazza Ramsby blev den som tävlade sig tillbaka till tävlingen.
| Vecka | Robinson-tävling | Utröstade/ Hemskickade |
| ----- | ---------------- | ---------------------- |
| 7     | Henrik Norgren   | Lillemor Näzell        |
| 8     | Desirée Steno    | Nicoline Artursson     |
| 9     | Ida Lindström    | Johan Andersson        |

| Vecka             | Utslagstävling       | Utslagen                              |
| ----------------- | -------------------- | ------------------------------------- |
| 10 (final- vecka) | Pascal Mazza Ramsby  | Marie Rydne                           |
| 10 (final- vecka) | Desirée Steno        | Victoria Heaps                        |
| 10 (final- vecka) | Daniel "DK" Westlund | Ida Lindström                         |
| 10 (final- vecka) | Daniel "DK" Westlund | Pascal Mazza Ramsby och Desirée Steno |